# فرودگاه کوارتز هیل
 فرودگاه کوارتز هیل (به انگلیسی: Quartz Hill Airport) یک فرودگاه است که یک باند فرود خاک دارد و طول باند آن ۷۷۷ متر است. این فرودگاه در کشور ایالات متحده آمریکا قرار دارد .